# Érick Torres Padilla
Érick Estéfano Torres Padilla (Guadalajara, Jalisco, México, 19 de enero de 1993), comúnmente conocido por su apodo "Cubo", es un futbolista mexicano. Juega como delantero en el Sporting F. C. de la Primera División de Costa Rica.

## Trayectoria

### Inicios
Érick Torres llegó de las fuerzas básicas de Chivas en el 2008.

### Club Deportivo Guadalajara
Jugó en la Sub-17 y Sub-20 tras grandes actuaciones el ex-técnico de Chivas José Luis Real, lo lleva al primer equipo en 2009.
Debutó el 17 de noviembre del 2010 ante C.F. Monterrey en la victoria de Chivas 2-3.
Desde el Clausura 2011 hasta el Clausura 2013 marcó un total de 14 goles, hasta que el técnico de Chivas, John van 't Schip ya no requirió más de sus servicios siendo transferible para el Apertura 2013.

### Chivas USA
Llegó cedido al Chivas USA de la Major League Soccer (MLS) desde su homónimo en México, el Guadalajara, en julio de 2013. En la primera fase de la temporada El Cubo Torres anotó siete goles en 15 partidos con el equipo californiano y en 2014 sumó quince goles en 23 encuentros.
Los tantos del mexicano durante esa campaña han llegado en los partidos ante los equipos grandes. Portland Timbers, semifinalista de la conferencia oeste en 2013, los Seattle Sounders, hoy en día el líder de la conferencia oeste, los New York Red Bulls de Nueva York que tuvo el mejor récord en la liga en 2013, y el FC Dallas, fueron las víctimas de Torres.
Actualmente ha hecho 22 Goles de 38 partidos jugados. Y ha sido nombrado "latino de la jornada" tres ocasiones consecutivas.

### Club Deportivo Guadalajara (Segunda Etapa)
Pese a que Chivas quería recuperar al jugador que militaba en Chivas USA, la MLS anunció ser dueño de sus derechos federativos, en el Draft Clausura 2015 Chivas anuncia la llegada del Cubo Torres a préstamo por 6 meses sin opción a compra, convirtiéndose en el tercer refuerzo de Chivas de cara al Clausura 2015.

### Houston Dynamo
El 23 de diciembre de 2014 se hizo oficial su continuidad en Major League Soccer (MLS) con el equipo de Houston Dynamo, a través de su cuenta de Twitter.

### Cruz Azul
El 3 de septiembre de 2016 se confirmó su salida para llegar al Cruz Azul de México, en calidad de Préstamo por 6 meses, con opción a compra.

### Houston Dynamo (segunda etapa)
Al finalizar el Apertura 2016, Cruz Azul no hace válida la opción de compra y se oficializa su regreso al Houston Dynamo.

### Club Universidad Nacional (UNAM)
Llega a Pumas en 2018 participando en 8 partidos y colaborando con 2 goles.

## Selección nacional
Categorías inferiores

### Sub-17
Participó con la Selección Mexicana Sub-17 en la "Milk Cup 2010" llevada a cabo en los Estados Unidos.

### Sub-20
Participó con la Selección Mexicana Sub-20 en el Torneo Esperanzas de Toulon de 2011 llevado a cabo en Francia; La Selección Mexicana logró el 3° lugar en esta competición. También fue uno de los convocados para disputar la Copa Mundial de Fútbol Sub-20 de 2011 celebrada en Colombia, donde, junto con sus compañeros, terminó en la tercera posición. 
| Mundial                       | Sede     | Resultado    | Partidos | Goles |
| ----------------------------- | -------- | ------------ | -------- | ----- |
| Copa Mundial FIFA Sub-20 2011 | Colombia | Tercer lugar | 7        | 1     |

### Sub-23
Jugó con la Selección Mexicana Sub-23 el Preolímpico de Concacaf de 2012 y en el partido en contra de la Selección de Panamá anotó su gol del certamen.
| Torneo                          | Sede           | Resultado    | Partidos | Goles |
| ------------------------------- | -------------- | ------------ | -------- | ----- |
| Preolímpico de Concacaf de 2012 | Estados Unidos | Campeón      | 5        | 1     |
| Juegos Centroamericanos 2014    | Veracruz       | Campeón      | 4        | 5     |
| Preolímpico de Concacaf de 2015 | Estados Unidos | Campeón      | 5        | 4     |
| Juegos Olímpicos 2016           | Río            | Primera fase | 2        | 0     |

### Selección absoluta
| Equipo             | País   | PJ | Goles | Periodo         |
| ------------------ | ------ | -- | ----- | --------------- |
| Selección Mexicana | México | 7  | 1     | 2014 - Presente |

El 28 de agosto de 2014 el técnico Miguel Herrera dio a conocer su lista de convocados para los amistosos contra Chile y Bolivia  y por grandes actuaciones en Chivas USA 23 goles en la MLS. El 6 de septiembre del 2014 hizo su debut con el Tri en un partido contra Chile.
Fue convocado para los 2 encuentros. Después fue seleccionado 1 mes después para los partidos ante Honduras  y Panamá , en el cual metió su primer gol con la Selección Mayor.
El 8 de abril de 2015 el técnico Miguel Herrera lo vuelve a convocar para el partido amistoso contra Estados Unidos.
El 4 de junio de 2017, a pesar de haber quedado fuera de la lista final de 23 jugadores de la Copa Oro El Cubo, fue llamado para suplir a su compañero Alan Pulido, por lesión, quedando dentro de los 23 para la Copa Oro de la Concacaf 2017.

### Participaciones en Copa de Oro de la CONCACAF
| Copa                            | Sede           | Resultado    |
| ------------------------------- | -------------- | ------------ |
| Copa de Oro de la Concacaf 2017 | Estados Unidos | Tercer lugar |

#### Goles internacionales
| Gol | Fecha                 | Sede                                   | Oponente | Marcador | Resultado | Competición |
| --- | --------------------- | -------------------------------------- | -------- | -------- | --------- | ----------- |
| 1.  | 12 de octubre de 2014 | Estadio Corregidora, Querétaro, México | Panamá   | 1–0      | 1–0       | Amistoso    |

## Estadísticas
| Club                                | Div.          | Temporada     | Liga  | Liga  | Liga   | Copas nacionales(1) | Copas nacionales(1) | Copas nacionales(1) | Torneos internacionales(2) | Torneos internacionales(2) | Torneos internacionales(2) | Total(3) | Total(3) | Total(3) | Media goleadora |
| Club                                | Div.          | Temporada     | Part. | Goles | Asist. | Part.               | Goles               | Asist.              | Part.                      | Goles                      | Asist.                     | Part.    | Goles    | Asist.   | Media goleadora |
| ----------------------------------- | ------------- | ------------- | ----- | ----- | ------ | ------------------- | ------------------- | ------------------- | -------------------------- | -------------------------- | -------------------------- | -------- | -------- | -------- | --------------- |
| C. D. Guadalajara · México          | 1.ª           | 2010-11       | 20    | 6     | 5      | -                   | -                   | -                   | -                          | -                          | -                          | 20       | 6        | 5        | 0,18            |
| C. D. Guadalajara · México          | 1.ª           | 2011-12       | 25    | 7     | 0      | -                   | -                   | -                   | 3                          | 0                          | 0                          | 28       | 7        | 0        | 0,31            |
| C. D. Guadalajara · México          | 1.ª           | 2012-13       | 20    | 1     | 2      | -                   | -                   | -                   | 3                          | 1                          | 2                          | 23       | 2        | 4        | 0,10            |
| C. D. Guadalajara · México          | 1.ª           | 2015          | 5     | 2     | 0      | 8                   | 3                   | 0                   | -                          | -                          | -                          | 13       | 5        | 0        | 0,48            |
| C. D. Guadalajara · México          | Total club    | Total club    | 70    | 16    | 7      | 8                   | 3                   | 0                   | 6                          | 1                          | 2                          | 84       | 20       | 9        | 0,28            |
| C. D. Chivas USA Estados Unidos     | 1.ª           | 2013-14       | 15    | 7     | 1      | -                   | -                   | -                   | —                          | —                          | —                          | 15       | 7        | 1        | 0,48            |
| C. D. Chivas USA Estados Unidos     | 1.ª           | 2014          | 29    | 15    | 1      | -                   | -                   | -                   | —                          | —                          | —                          | 29       | 15       | 1        | 0,61            |
| C. D. Chivas USA Estados Unidos     | Total club    | Total club    | 44    | 22    | 2      | -                   | -                   | -                   | -                          | -                          | -                          | 44       | 22       | 2        | 0,48            |
| Houston Dynamo Estados Unidos       | 1.ª           | 2015-16       | 11    | 0     | 1      | 0                   | 0                   | 0                   | —                          | —                          | —                          | 11       | 0        | 1        | 0,00            |
| Houston Dynamo Estados Unidos       | 1.ª           | 2016-17       | 11    | 0     | 1      | -                   | -                   | -                   | -                          | -                          | -                          | 11       | 0        | 1        | 0,55            |
| Houston Dynamo Estados Unidos       | 1.ª           | 2017-18       | 27    | 14    | 0      | 4                   | 0                   | 0                   |                            |                            |                            | 31       | 14       | 0        |                 |
| Total club                          | Total club    | Total club    | 49    | 14    | 1      | 0                   | 0                   | 0                   | 0                          | 0                          | 0                          | 53       | 14       | 1        | 0,00            |
| Cruz Azul F. C. · México            | 1.ª           | 2016          | 3     | 0     | 1      | 1                   | 0                   | 1                   | -                          | -                          | -                          | 3        | 0        | 1        | 0,55            |
| Cruz Azul F. C. · México            | Total club    | Total club    | 3     | 0     | 1      | 0                   | 0                   | 0                   | -                          | -                          | -                          | 3        | 0        | 1        | 0,55            |
| C. Universidad Nacional · México    | 1.ª           | 2018          | 5     | 0     | 0      | 3                   | 2                   | 0                   | -                          | -                          | -                          | 8        | 2        | 0        | 0,25            |
| C. Universidad Nacional · México    | Total club    | Total club    | 5     | 0     | 0      | 3                   | 2                   | 0                   | -                          | -                          | -                          | 8        | 2        | 0        | 0,25            |
| C. Tijuana · México                 | 1.ª           | 2018-19       | 13    | 1     | 1      | 5                   | 1                   | 0                   | -                          | -                          | -                          | 18       | 2        | 1        | 0,11            |
| C. Tijuana · México                 | 1.ª           | 2019-20       | 12    | 3     | 1      | 6                   | 2                   | 0                   | 1                          | 0                          | 0                          | 19       | 5        | 1        | 0,26            |
| C. Tijuana · México                 | Total club    | Total club    | 25    | 4     | 2      | 11                  | 3                   | 0                   | 1                          | 0                          | 0                          | 37       | 7        | 2        | 0,18            |
| Atlanta United F. C. Estados Unidos | 1.ª           | 2020          | 13    | 1     | 0      | -                   | -                   | -                   | 1                          | 0                          | 0                          | 14       | 1        | 0        | 0,07            |
| Atlanta United F. C. Estados Unidos | 1.ª           | 2021          | 20    | 0     | 0      | -                   | -                   | -                   | 2                          | 0                          | 0                          | 22       | 0        | 0        | 0,00            |
| Atlanta United F. C. Estados Unidos | Total club    | Total club    | 33    | 1     | 0      | -                   | -                   | -                   | 3                          | 0                          | 0                          | 36       | 1        | 0        | 0,03            |
| Orange County SC Estados Unidos     | 2.ª           | 2022          | 33    | 9     | 0      | 2                   | 1                   | 0                   | -                          | -                          | -                          | 35       | 10       | 0        | 0,29            |
| Orange County SC Estados Unidos     | Total club    | Total club    | 33    | 9     | 0      | 2                   | 1                   | 0                   | -                          | -                          | -                          | 35       | 10       | 0        | 0,29            |
| Las Vegas Lights FC Estados Unidos  | 2.ª           | 2023          | 14    | 2     | 0      | 2                   | 1                   | 0                   | -                          | -                          | -                          | 16       | 3        | 0        | 0,19            |
| Las Vegas Lights FC Estados Unidos  | Total club    | Total club    | 14    | 2     | 0      | 2                   | 1                   | 0                   | -                          | -                          | -                          | 16       | 3        | 0        | 0,19            |
| AD Guanacasteca · Costa Rica        | 1.ª           | 2023-24       | 13    | 8     | 0      | -                   | -                   | -                   | -                          | -                          | -                          | 13       | 8        | 0        | 0,62            |
| AD Guanacasteca · Costa Rica        | Total club    | Total club    | 13    | 8     | 0      | -                   | -                   | -                   | -                          | -                          | -                          | 13       | 8        | 0        | 0,62            |
| Total carrera                       | Total carrera | Total carrera | 289   | 77    | 14     | 30                  | 10                  | 0                   | 10                         | 1                          | 2                          | 329      | 87       | 16       | 0,26            |

## Palmarés

### Campeonatos internacionales
Selecciones Nacionales
| Título                               | Equipo        | Sede           | Año  |
| ------------------------------------ | ------------- | -------------- | ---- |
| Preolímpico CONCACAF                 | México Sub-23 | Estados Unidos | 2012 |
| Juegos Centroamericanos y del Caribe | México Sub-23 | Veracruz       | 2014 |
| Preolímpico CONCACAF                 | México Sub-23 | Estados Unidos | 2015 |

### Distinciones individuales
| Distinción                               | Año  |
| ---------------------------------------- | ---- |
| Campeón de Goleo Juegos Centroamericanos | 2014 |